# Напред, Италијо (2013)
Уколико сте мисли на странку између 1994. и 2009. погледајте Напред Италијо.
Напред Италијо (итал. Forza Italia, FI) је италијанска политичка партија десног центра коју предводи бивши италијански премијер Силвио Берлускони. Странка је наследник Народа слободе и представља обнову партије Напред Италијо која је постојала између 1994. и 2009.

## Историја
29. јуна 2013. Берлускони је већ био најавио могући повратак Напред Италије. 25. октобра 2013. је прогласио крај Народа слободе и повратак његове старе странке и тиме де факто одбијо да даље подржава владу Енрика Лете. Међутим сукоб који је већ трајао са партијским секретаром, под-премијером и бившим Берлусконијевим протежеом Анђелином Алфаном и десничарским министрима у Летиној влади је изазвао раскол у странци зато што је струја око Алфана захтевала наставак подршке влади.
16. новембра 2013. је сазван Национални конгрес који је озваничио повратак старе странке. Алфано и његова струја је бојкотовала конгрес и формирала партију под именом Нови десни центар, којој је приступило око трећина посланика и сенатора бившег Народа слободе. Берлускони је коментарисао повратак странке: „Срећан сам што смо се вратили на ово име којима је свима још увек у срцу: Напред, Италијо!".
25. новембра ФИ је званично напустила владу и прешла у опозицију. На европским изборима 2014. ФИ је добила 4.614.364 (16,81%) и 13 мандата.